# Xian de Linxi (Hebei)
Pour les articles homonymes, voir Linxi.
Le xian de Linxi (临西县 ; pinyin : Línxī Xiàn) est un district administratif de la province du Hebei en Chine. Il est placé sous la juridiction de la ville-préfecture de Xingtai.

## Démographie
La population du district était de 309 091 habitants en 1999.